# Lirainosaurus astibiae
Lirainosaurus astibiae  es la única especie conocida del género extinto Lirainosaurus (eus. "lagarto esbelto") es un género  de dinosaurio saurópodo titanosauriano, que vivió a finales del período Cretácico, hace aproximadamente 80 millones de años, en el Campaniense, en lo que hoy es Europa.

## Descripción
Lirainosaurus era de tamaño pequeño para un saurópodo, Company en 2011 estimó sus dimensiones entre 8 y 10 metros de longitud y un peso de  alrededor de 1,5 toneladas, mientras que Díez Díaz et al. en 2013 solo 4 a 6 metros de longitud y 2 a 4 toneladas en el caso de los individuos más grandes. Era solo un poco más pesado que los saurópodos enanos como el Europasaurus. A pesar de su tamaño relativamente pequeño, fue el mayor representante de la fauna de Laño del Campaniense  tardío o Maastrichtiense temprana. Hasta la fecha, solo se han encontrado dos osteodermos fragmentarios , lo que puede sugerir que la armadura de Lirainosaurusno era tan extensa como la de los titanosaurios como Ampelosaurus.
Se dio una lista revisada de características distintivas en 2013. En la base del cráneo cada tubérculo basilar tiene un agujero en la superficie inferior. Los agujeros perforantes en el basioccipital, entre la tubercula basilaria, faltan debajo del occipucio. Sin embargo, esto puede ser una característica de maduración. En las vértebras de la cola delantera hay una repisa en la cavidad entre las protuberancias de la articulación posterior, que se extiende entre la protuberancia de la articulación posterior y la protuberancia lateral, separando los recesos entre la protuberancia de la articulación posterior y la repisa entre la protuberancia lateral y el cuerpo vertebral. Entre la protuberancia de la articulación trasera y la repisa que se extiende entre la protuberancia lateral y la protuberancia del mandril. Para las vértebras de la cola posterior, el saliente entre la protuberancia de la columna vertebral y la protuberancia de la articulación posterior no sobresale hacia atrás. El interior del omóplato tiene una protuberancia en la parte superior y, a veces, una repisa en la parte inferior. El esternón tiene una repisa en el frente inferior, y una protuberancia en el lado frontal y un borde lateral hueco. Los dientes de Lirainosaurus tienen forma de alfiler. Lirainosaurus también tiene las características típicas de los titanosaurianos más derivados. Falta un complejo de hiposfeno hypantrum. Las vértebras de la cola son procoelicas. La pelvis tiene un perfil rectangular.

## Descubrimiento e investigación
Encontrado en la península ibérica, más precisamente en España y descrito en  1999. Este género fue definido a partir de un fragmento de cráneo, dientes y huesos postcraneales procedentes del Cretácico Superior, desde Campaniense superior al Maastrichtiense inferior, de Laño, Condado de Treviño, en el norte de la península ibérica. En 2009 fueron descritos nuevos restos hallados en el municipio de Chera, en la provincia de Valencia. Se han descubierto vértebras de la cola, holotipo MCNA 7458 y el lomo, la parte occipital del cráneo, dientes sueltos, esternón, húmero, fragmentos del ilion y pubis, fémur, tibia y osteodermos. En 2013 se describieron varias vértebras, cervicales, dorsales y caudales, así como costillas dorsales.
El holotipo, MCNA 7458, se encontró en una capa de la formación Vitoria que data de la última Campanenise. Consiste en una vértebra proximal de la cola. Otros huesos fueron designados como paratipo. Se trata del espécimen MCNA 7439, un fragmento de cráneo, MCNA 7440 y MCNA 7441, dientes sueltos, MCNA 7442-7450, nueve vértebras, MCNA 7451-57, seis vértebras de la cola, MCNA 1812, una vértebra de cola, MCNA 7459, un omóplato, MCNA 7460, una pelvis, MCNA 7461, un esternón, MCNA 7462-7465 cuatro húmeros, MCNA 7466, un pedazo de hueso ílion, MCNA 7467 un pedazo de pubis, MCNA 7468 y MCNA 7470; dos fémures, MCNA 3160, un fémur; MCNA 7471, una tibia; MCNA 7472, un peroné y MCNA 7473 y MCNA 7474, dos osteodermos. Los paratipos representan cinco individuos diferentes y están excavados en tres capas distintas. En 2015 se informó que el número de huesos recuperados era de 150.
En 2011, la base del cráneo fue descrita con más detalle y en 2012 los dientes, por Verónica Díez-Díaz. En 2013 describió la columna vertebral y en una segunda publicación las extremidades en detalle. Debido a todas las descripciones, Lirainosaurus fue el titanosaurio más estudiado en Europa en 2015.
En 2009, los hallazgos de titanosaurios realizados en Chera se informaron como un cf. Lirainosaurus astibiae y se describieron en 2011. En 2015 se concluyó que no había evidencia de que se tratara de Lirainosaurus.
En los yacimientos en los que ha sido hallado son probablemente coetáneos, ya que comparten especies tales como los dinosaurios Rhabdodon un  Ornithopoda y Struthiosaurus un Ankylosauria, los cocodrilos aligatoroideos Musturzabalsuchus y Acynodon, pterosaurios azhdárquidos, y las tortugas Dortoka, Polysternon y Solemys.

## Clasificación
Es considerado ligeramente menos derivado que los saltasáuridos y posiblemente perteneciente a un grupo hermano de estos. Con respecto a la filogenia, la combinación de caracteres presentes en los nuevos restos axiales descritos, respalda la colocación de Lirainosaurus como un titanosauriano litostrotiano derivado estrechamente relacionado con Saltasaurinae. Los resultados de un resumen inédito de SVPCA publicado en 2016 reducen la posición exacta de Lirainosaurus al ubicarlo más cerca de Alamosaurus y Opisthocoelicaudia que de Saltasaurus. Más tarde, Diez Díaz et al. en 2018 erigieron Lirainosaurinae para acomodar a Lirainosaurus , así como a Ampelosaurus y Atsinganosaurus.

## Paleoecología
Se han encontrado muestras en el sitio de Bellevue, en el norte de los Pirineos, que se encuentra en la base del miembro Marnes de la Maurine de la Formación Marnes Rouges Inférieures. Las pruebas bioestratagráficas marinas de la formación ubican su edad en algún lugar entre el Campaniano tardío y el Maastrichtiano temprano . Otros dinosaurios contemporáneos en la capa de Bellevue incluyen el saurópodo titanosaurio Ampelosaurus, el rabdodonto Rhabdodon y elementos indeterminados de anquilosauriano y Dromaeosauridae.
Se ha encontrado otro material atribuido al Lirainosaurus en la localidad de Fox-Amphoux-Métisson, donde desafortunadamente no se han realizado dataciones magnetoestratigráficas. Sin embargo, la estratigrafía local presenta la misma sucesión de facies que en la cuenca de Aix-en-Provence, que también se encuentra en la era de Campaniano tardía a Maastrichtiense temprana.